# Michelangelo Cerquozzi

Michelangelo Cerquozzi

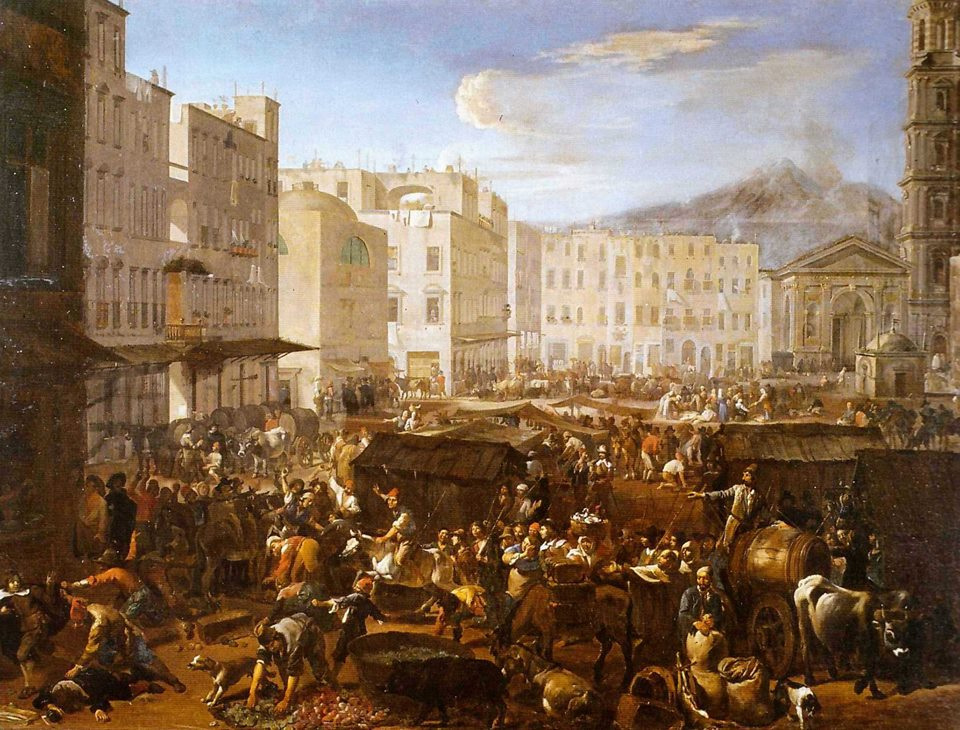
La rivolta di Masaniello in Piazza Mercato a Napoli, 1648, Palazzo Spada (Roma)

Michelangelo Cerquozzi detto Michelangelo delle Battaglie o Michelangelo delle Bambocciate (Roma, 1602 – 6 aprile 1660) è stato un pittore italiano del periodo barocco.

## Biografia
Nato e attivo soprattutto a Roma, dopo essersi formato artisticamente presso il tardomanierista Giuseppe Cesari, si fece conoscere per le scene di genere e per il suo inserimento nella corrente caravaggista popolaresca romana, definita Scuola dei Bamboccianti capitanata dal fiammingo Pieter van Laer, di cui divenne uno dei principali esponenti assieme a vari artisti olandesi residenti a Roma.
La sua condanna da parte della critica fu ancora più dura di quella toccata al Van Laer, essendogli negato il merito di avere almeno inaugurato un genere nuovo.
Ma la sua pittura non cede in nulla rispetto a quella del Bamboccio, ed anzi Cerquozzi rivela spesso un atteggiamento più patetico e partecipe nei confronti dei semplici affetti e delle umili vicende del popolo; eccezionale documento è La rivolta di Masaniello, cronaca obiettiva del tumulto popolare napoletano, affatto priva di enfasi e di retorica.
In opere quali la Morte del somaro, al colorito spirito aneddotico si aggiunse una notevole carica vitale. Anche nelle nature morte, ben rappresentate dalla Raccolta delle lumache, il pittore evidenziò non solo gli insegnamenti del Gobbo dei Carracci, ma persino una traccia di mescolanza con la pittura di paesaggio.
Notevole, tra gli ultimi apporti, la Scena di genere, raffigurante la venerazione della guaritrice Angizia dea dei Marsi durante la Festa dei Serpari di Cocullo,  con la mirabile resa dello zampognaro in ginocchio tra le sue ciaramelle, dove lo stile bambocciante sviluppa una lettura caravaggesca.
Secondo Giuliano Briganti, suo potrebbe essere anche il dipinto Assalto di armati, conservato alla Pinacoteca civica di Forlì..
Cerquozzi fu membro dell'Accademia di San Luca dal 1634. La sua arte fu continuata da Angeluccio, pittore di cui praticamente non si conosce nulla, tranne un paio di dipinti a lui attribuiti.
Alla Galleria dell'Accademia di belle arti di Napoli si trovano due tele di Michelangelo Cerquozziː Venditore di funghi, 34x43 cm e Favola della pignatta d'oro, 33x42,5 cm.